# Associazione Sportiva Del Duca Ascoli 1971-1972
Questa voce raccoglie le informazioni riguardanti l'Associazione Sportiva Del Duca Ascoli nelle competizioni ufficiali della stagione 1971-1972.

## Rosa
| N. |                   | Ruolo | Calciatore          |
| -- | ----------------- | ----- | ------------------- |
|    | Italia (bandiera) | P     | Fabio Arrigucci     |
|    | Italia (bandiera) | A     | Giuliano Bertarelli |
|    | Italia (bandiera) | P     | Massimo Cacciatori  |
|    | Italia (bandiera) | A     | Renato Campanini    |
|    | Italia (bandiera) | D     | Giancarlo Carloni   |
|    | Italia (bandiera) | D     | Giuliano Castoldi   |
|    | Italia (bandiera) | C     | Luciano Cherubini   |
|    | Italia (bandiera) | A     | Mauro Colombini     |
|    | Italia (bandiera) | C     | Filippo Corradetti  |
|    | Italia (bandiera) | A     | Valerio Franchini   |

| N. |                   | Ruolo | Calciatore        |
| -- | ----------------- | ----- | ----------------- |
|    | Italia (bandiera) | C     | Steno Gola        |
|    | Italia (bandiera) | D     | Stefano Marcucci  |
|    | Italia (bandiera) | P     | Pier Luigi Masoni |
|    | Italia (bandiera) | C     | Ezio Minigutti    |
|    | Italia (bandiera) | A     | Mario Musiello    |
|    | Italia (bandiera) | D     | Abramo Pagani     |
|    | Italia (bandiera) | A     | Luigi Quaresima   |
|    | Italia (bandiera) | D     | Raffaele Schicchi |
|    | Italia (bandiera) | D     | Sergio Vezzoso    |
|    | Italia (bandiera) | C     | Mario Vivani      |